# Sarangi
 (août 2020).

Le sarangi (en hindi सारंगी) est une vièle à archet qui est jouée en Inde, au Pakistan et au Népal. Sarangi est du genre féminin puisqu’il se termine en i, mais le français l’emploie au masculin. Le mot vient du sanskrit sau (cent) et rang (couleur ou humeur), ce qui dénote la sonorité riche et profonde, se rapprochant de la voix humaine, du sarangi.

## Lutherie

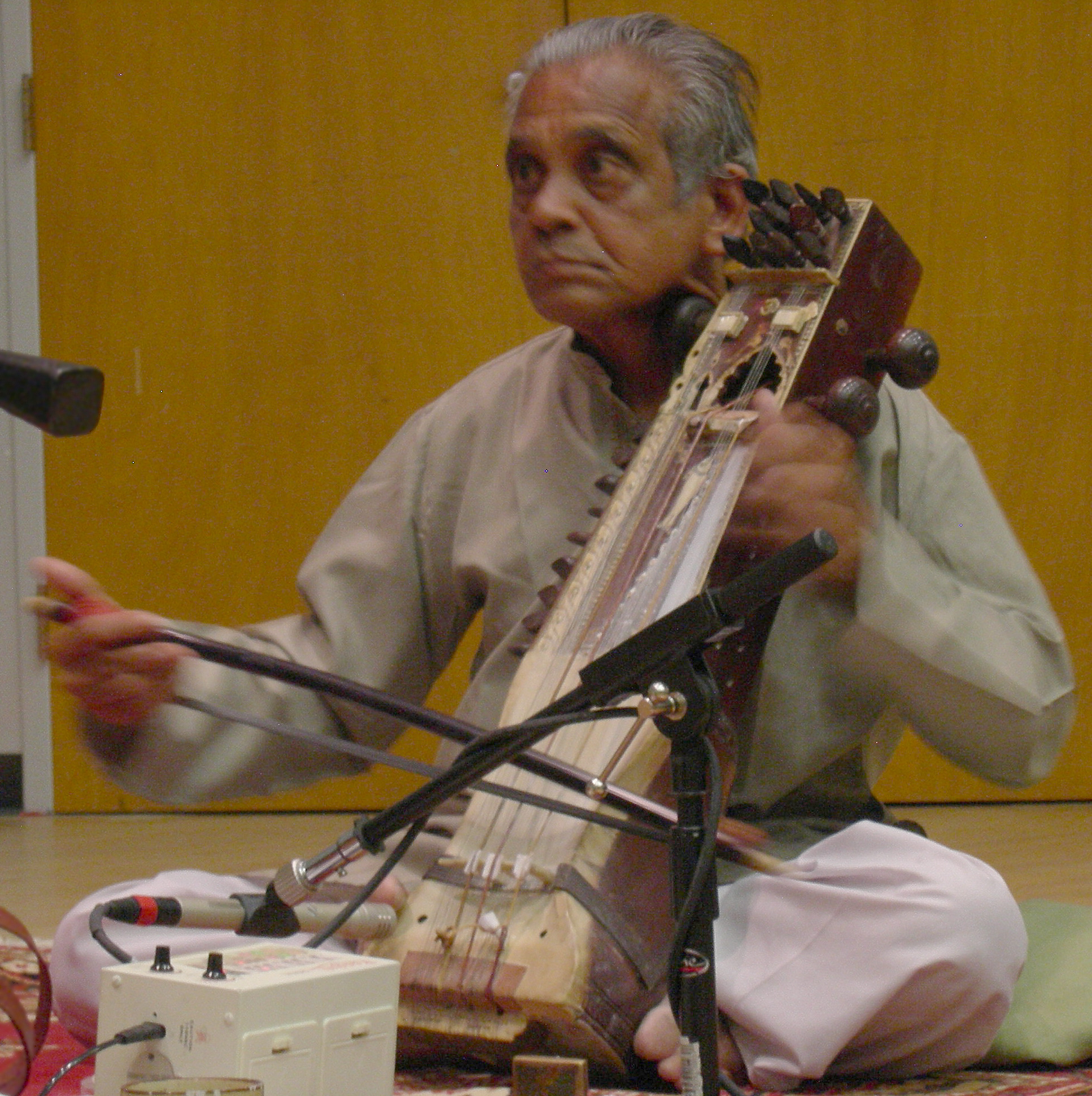
Anant Kunte au sarangi

Vièle d’abord rudimentaire d'usage folklorique, puis devenue au cours des siècles plus sophistiquée, le sarangi est un instrument à cordes frottées, mesurant 70 cm environ, utilisé dans la musique indienne classique.
Il se compose d’une caisse de résonance rectangulaire, en bois de mûrier (arkhor), recouverte d’une peau de chèvre sur laquelle repose un chevalet en ivoire ou en os, placé sur un renfort en cuir. Plus haut se situe une touche, sans frette, recouverte d'os ou d'ivoire et un chevillier extrêmement complexe, puisqu'il accueille pas moins de 35 cordes métalliques, dont une série de 9 cordes sympathiques (accordées selon l'échelle diatonique du râga et parfois pincées par la main gauche)), puis, inaccessibles, une série de 15 cordes sympathiques (accordées selon l'échelle chromatique), puis placées sur des petits chevalets, deux séries de 5 cordes rythmiques (chikari) (accordées de manière diatonique complémentaire selon deux râgas différents, et frappées de la main gauche) et 1 corde à la quinte, et enfin, les 3 cordes principales, en boyau épais, qui surplombent le tout et avec lesquelles on peut atteindre trois octaves et demi ! Les chevilles sont en bois et trop rapprochées pour être accordées par les doigts : il faut utiliser une petite clé en bois. 
Les sarangis se reconnaissent par le type d'ouverture pratiquée entre les divers chevilliers, en forme de mosquée. Ils se déclinent aussi en deux formes populaires : le chotî sarangî du Panjâb et le kâshmirî sarang, plus petit, à la caisse resserrée et comportant moins de cordes. Au Népal, c'est généralement l'ethnie Gaine qui en joue. Par contre il ne faut pas le confondre avec l'esraj ou la dilruba, deux vièles à peau certes, mais frettées.
L’archet, plutôt large, convexe et lourd, est tenu par la paume de la main droite tournée vers le ciel ; le majeur et l’annulaire sont placés entre la mèche en crin de cheval et la tige rigide en ébène.

## Jeu
Le musicien (souvent musulman ou sikh du fait des interdits hindous concernant les peaux[réf. nécessaire]) joue assis en tailleur, l'instrument posé sur les chevilles, et reposant contre l'épaule gauche. La main gauche parcourt les trois cordes en boyau, en y faisant glisser le dos des ongles et non en appuyant sur elles comme au violon. 
C’est un jeu très particulier fait de glissandos permanents permettant de suivre très précisément les mouvements mélodiques d’un chanteur, notamment les shrutis, intervalles infimes entre deux notes, ainsi que la réalisation de gamaks, ornements rapides et saccadés. C'est un instrument au son triste et c'est toujours lui qui accompagne les annonces funèbres à la télévision indienne. 
Ces caractéristiques font du sarangi non seulement un instrument d’accompagnement très apprécié, mais aussi un excellent instrument soliste (accompagné de tampuri et tablâs), avec un jeu très difficile, blessant parfois le musicien à l’extrémité des doigts. Cet instrument qui se désaccorde assez vite, exige la pratique régulière et soutenue d'exercices de base afin d'en maîtriser la justesse. Du talc est aussi nécessaire pour faciliter le glissando des doigts.
Cet instrument, qui se joue alors en position debout, est très présent dans le folklore de la région du Rajasthan, mais on le retrouve un peu partout en Inde, accompagnant les chants et les musiques populaires dans les villages. Au sud, le violon le remplace généralement.
Les plus fameux sarangistes sont Ram Narayan, Sultan Khan et Sabri Khan, mais le grand virtuose de ce siècle fut Bundu Khan.